# Diagramă termodinamică
O diagramă termodinamică este o diagramă folosită pentru a reprezenta stările termodinamice ale unui material (de obicei un fluid) și urmările manipulării acestui material. De exemplu, diagrama temperatură–entropie (diagrama T–s) poate fi folosită pentru a demonstra comportarea unui fluid atunci când este comprimat de un compresor.
Caracteristica principală a diagramelor termodinamice este echivalența dintre aria din diagramă și energie. Când fluidul își modifică presiunea și temperatura în timpul unui proces termodinamic conform unei curbe închise din diagramă, aria cuprinsă de această curbă este proporțională cu energia care a fost primită sau cedată de fluid.

## În meteorologie
Mai ales în meteorologie, diagramele sunt folosite pentru a analiza starea actuală a atmosferei obținută din măsurătorile radiosondelor, ridicate de obicei cu baloane meteorologice. În astfel de diagrame, valorile temperaturii și a umidității (reprezentate de punctul de rouă) sunt afișate în raport cu presiunea atmosferică. Astfel, diagrama oferă la o primă vedere stratificarea atmosferică reală și distribuția verticală a vaporilor de apă. O analiză ulterioară oferă baza reală și înălțimea superioară a norilor cumulus (convectivi) sau posibile instabilități în stratificare.

## Tipuri de diagrame termodinamice
Diagramele de uz general sunt:
- diagrama p-V,
- diagrama T-s,
- diagrama h-s (Mollier),
- diagrama h-x (pentru aer umed),
- curba de răcire,
- diagrama indicată,
- curba de saturație a vaporilor,
- suprafața de stare a lui Maxwell.

În meteorologie se utilizează în special trei tipuri de diagrame termodinamice:
- diagrama Herlofson[1]
- tefigrama[2]
- emagrama[3]

Toate cele trei diagrame sunt derivate din diagrama fizică p–α, care combină presiunea, p , și volumul masic, α , ca fiind coordonatele de bază. Diagrama p–α prezintă o deformare puternică a rețelei pentru condițiile atmosferice, prin urmare ea nu este utilă în meteorologie. Cele trei diagrame sunt construite din diagrama p–α folosind transformări de coordonate adecvate.
Nefiind o diagramă termodinamică în sens strict, deoarece nu afișează echivalența energie–arie, este
- diagrama Stüve[4]

însă datorită construcției sale mai simple este preferată în învățământ.
O altă diagramă utilizată pe scară largă care nu afișează echivalența energie–arie este tetagrama (diagrama θ–p sau θ–z), utilizată pe scară largă în meteorologia stratului limită.

## Caracteristici
De obicei diagramele termodinamice sunt formate din rețele din următoarele tipuri de linii:
- izocore = linii de volum constant,[6]
- izobare = linii de presiune constantă,[7]
- izoterme = linii de temperatură constantă,[8]
- izentalpe = linii de entalpie constantă,[9]
- izentrope = linii de entropie constantă.[10]

În meteorologie, în afară de izobare și izoterme se mai folosesc:
- adiabate uscate = linii de temperatură potențială constantă (temperatura unei particule de aer uscat în ascensiune),[13]
- adiabate umede = linii de temperatură potențială constantă (temperatura termometrului umed),[13]
- izodrosoterme = linii cu aceeași valoare a punctului de rouă a particulei în ascensiune.[14]

Se obțin gradientul autoconvectiv⁠(d) (vertical) al aerului uscat, respectiv al aerului umed saturat. Cu ajutorul acestor linii, se pot calcula parametri precum nivelul de condensare al norilor, nivelul de convecție liberă, debutul formării norilor etc.